# Organismes vivants les plus petits

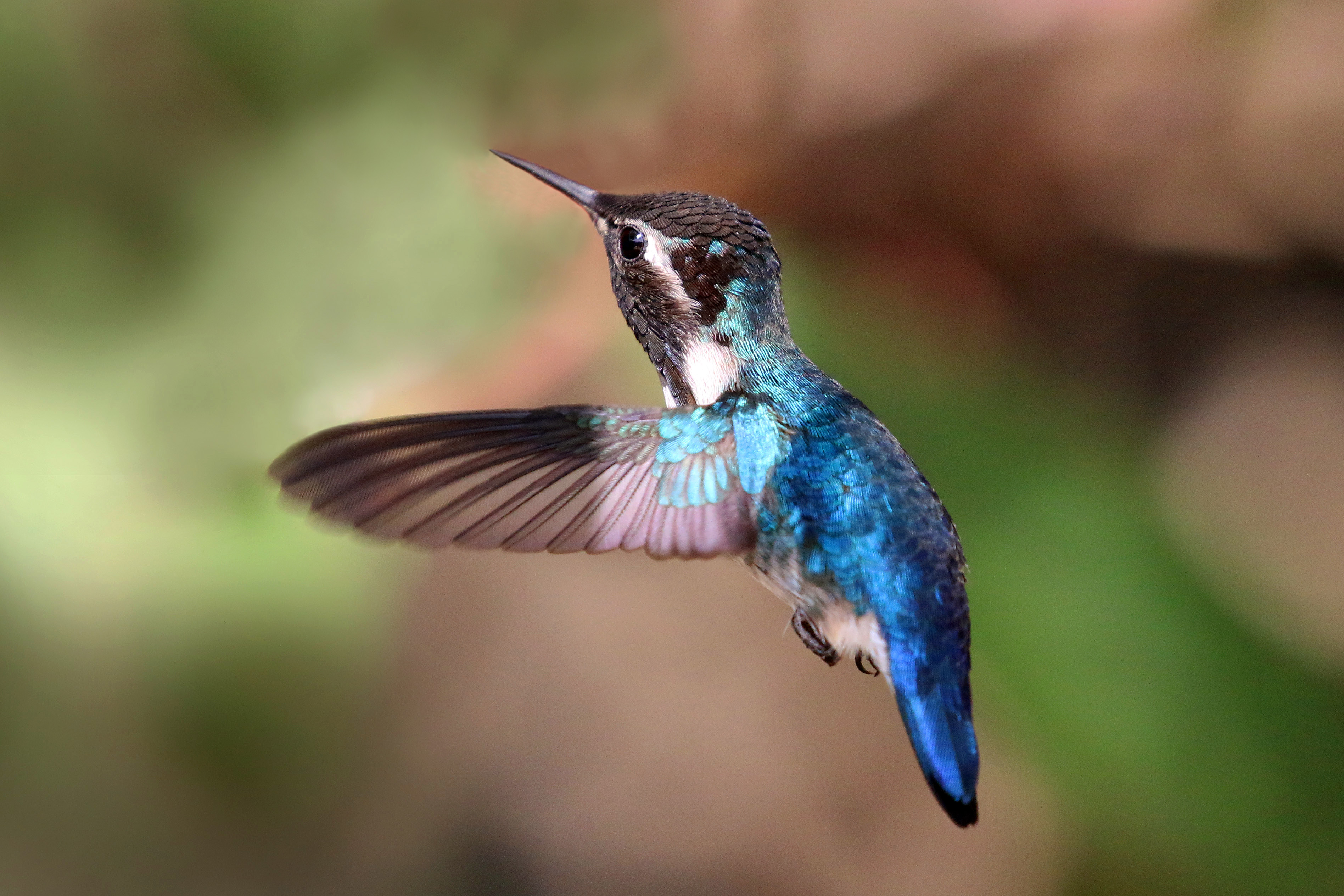
Colibri d'Elena (Mellisuga helenae) mâle en vol, plus petit oiseau et donc plus petit dinosaure connu.

Les organismes vivants les plus petits présents sur Terre peuvent être déterminés en fonction de divers critères de taille de l'organisme, par exemple le volume, la masse, la hauteur, la longueur, ou la taille du génome.
Étant donné l'état d'incomplétude des connaissances scientifiques, il est possible que le plus petit organisme n'ait pas encore été découvert. De plus, la définition de la vie, et l'identification des entités méritant d'être qualifiées d'organismes font l'objet de débats. Il en résulte que la notion de plus petit organisme connu (microorganisme) est incertaine.

## Microorganismes

### Virus
De nombreux biologistes considèrent que les virus ne sont pas  vivants car ils n'ont pas de structure cellulaire et ne peuvent pas métaboliser par eux-mêmes, nécessitant une cellule-hôte pour reproduire et synthétiser de nouvelles molécules. Une minorité de scientifiques soutiennent que, puisque les virus ont du matériel génétique et peuvent utiliser le métabolisme de leur hôte, ils peuvent être considérés comme des organismes vivants. En outre, un concept émergent qui gagne du terrain chez certains virologues est celui de « virocellule », dans lequel le phénotype réel d'un virus est la cellule infectée, la particule virale n'étant qu'un stade de reproduction ou de dispersion, un peu comme le pollen ou une spore.
Les plus petits virus en termes de taille du génome sont les virus à ADN à simple brin (ADNsb). Le plus célèbre est sans doute le bactériophage Phi-X174 avec une taille de génome de 5 386 nucléotides. Cependant, certains virus à ADNsb peuvent être encore plus petits. Par exemple, le circovirus porcin de type 1 (Porcine Circovirus 1 (PCV-1)) a un génome de 1 758 nucléotides. En général, les virus de la famille des Geminiviridae mesurent environ 30 nm de long. Cependant, les deux capsides constituant ces virus sont fusionnées ; séparées, elles auraient une longueur de 15 nm. D'autres virus à ADNsb caractérisés par l'environnement, tels que les virus à ADN CRESS, entre autres, peuvent avoir des génomes considérablement inférieurs à 2 000 nucléotides,.
Les plus petits virus à ARN en termes de taille du génome sont de petits rétrovirus comme le virus du sarcome de Rous avec des génomes de 3,5 kilobases et des diamètres de particules de 80 nm. Les virus à ADN les plus petits sont les hepadnavirus tels que le virus de l'hépatite B, à 3,2 kb et 42 nm ; Les parvovirus ont des capsides plus petites, à 18–26 nm, mais des génomes plus gros, à 5 kilobases. Il est important de considérer aussi d'autres éléments génétiques auto-répliquants, tels que les virus satellites, les viroïdes et les ribozymes[réf. nécessaire].

### Bactéries endosymbiotiques obligatoires
Le génome de Nasuia deltocephalinicola, bactérie symbionte de la cicadelle ravageuse européenne, Macrosteles quadripunctulatus, se compose d'un chromosome circulaire (en) de 112 031 paires de base.
Le génome de Nanoarchaeum equitans, espèce d'Archées thermophiles, comprend 490 885 nucléotides[réf. nécessaire].

### Pelagibacter ubique
Candidatus Pelagibacter ubique est l'une des plus petites bactéries « libres » connues, avec une longueur de 370 à 890 nm et un diamètre cellulaire moyen de 120 à 200 nm. Elles ont également le plus petit génome de bactérie libre : 1,3 méga paire de base, 1 354 gènes de protéines, 35 gènes d'ARN. C'est l'un des organismes les plus communs et les plus petits de l'océan, leur poids total dépassant celui de tous les poissons de la mer.

### Mycoplasma genitalium
Mycoplasma genitalium, bactérie parasitaire qui vit dans la vessie, les organes d'élimination des déchets, les voies génitales et respiratoires des primates, est considérée comme le plus petit organisme connu capable de croissance et de reproduction. Avec une taille d'environ 200 à 300 nm, M. genitalium est une ultramicrobactérie, plus petite que les autres petites bactéries, y compris les Rickettsia et Chlamydia. Cependant, la grande majorité des souches bactériennes n'ont pas été étudiées et l'ultramicrobactérie marine Sphingomonas sp. souche RB2256 aurait traversé un ultrafiltre de 220 nm. Un facteur de complication est celui des bactéries de taille réduite par rapport à celle des nutriments, qui deviennent beaucoup plus petites en raison d'un manque de nutriments disponibles.

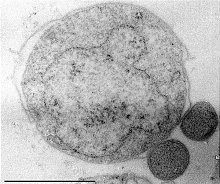
Nanoarchaeum equitans et son Archée hôte, Ignicoccus.

### Nanoarchaeum
Nanoarchaeum equitans est une espèce de microbes de 200 à 500 nm de diamètre. Elle a été découverte en 2002 dans un mont hydrothermal au large des côtes de l'Islande par Karl Stetter. Il s'agit d'un rganisme thermophile qui pousse à des températures proches de l'ébullition, Nanoarchaeum semble être un symbionte obligatoire de l'Archée Ignicoccus ; il doit être en contact avec l'organisme hôte pour survivre[réf. nécessaire].

### Eukaryotes
Les algues Prasinophytes du genre Ostreococcus sont les plus petits Eucaryotes vivant libres. La cellule unique d'un Ostreococcus mesure 0,8 µm de diamètre[réf. nécessaire].

## Animaux
Plusieurs espèces de Myxozoa (Cnidaires parasites obligatoires) ne croissent jamais au-delà de 20 µm. Une des plus petites espèces (Myxobolus shekel) ne fait pas plus de 8,5 µm à pleine maturité, ce qui en fait le plus petit animal connu.

### Mollusques

#### Bivalves
La coquille de la palourde Condylonucula maya mesure 0,54 mm de long.

#### Gastéropodes
Le plus petit escargot de mer (de tous les escargots) est Ammonicera minortalis d'Amérique du Nord, décrit à l'origine à Cuba. Il mesure 0,32 à 0,46 mm,.
Le plus petit escargot terrestre est Acmella nana. Découvert à Bornéo, et décrit en novembre 2015, il mesure 0,7 mm. Le précédent record était celui de Angustopila dominikae de Chine, qui avait été signalé en septembre 2015. Cet escargot mesure 0,86 mm.

### Arthropodes

#### Crustacés
Le plus petit Crustacé, et le plus petit Arthropode, est le tantulocaride Stygotantulus stocki, d'une longueur de 94 μm.

#### Arachnides
Araignées
La question de savoir quelle espèce d'araignées est la plus petite est débattue. Selon le livre Guinness des records, « Deux prétendants appartiennent au genre Patu (famille des Symphytognathidae) : les mâles de Patu digua décrits en Colombie avaient une longueur corporelle de 0,37 mm, tandis que Patu marplesi, araignée endémique des Samoa, peut mesurer jusqu'à 0,4 mm de long. Les autres espèces d'araignées les plus petites possibles sont l'araignée de la grotte Frade (Portugal), connue sous le nom d’Anapistula ataecina, et  Anapistula caecula, dont les femelles mesurent respectivement 0,43 mm et 0,48 mm.
Les mâles des deux espèces sont potentiellement plus petits que les femelles, mais aucun, ni Anapistula ataecina ni Anapistula caecula n'a encore été mesuré.
Acariens
Un individu adulte de l'espèce Cochlodispus minimus Mahunka  a été mesuré avec une longueur corporelle de 79 μm. Cependant, le site PBS NewsHour  affirme que « le plus petit acarien jamais enregistré mesure 82 microns de long » mais ne désigne pas d'espèce par son nom.

#### Insectes
Les adultes mâles de la guêpe parasitoïde Dicopomorpha echmepterygis peuvent mesurer seulement 139 μm de long, taille inférieure à celle de certaines espèces de protozoaires (organismes monocellulaires) ; les femelles sont 40 % plus grandes.
Megaphragma caribea de la Guadeloupe, mesurant 170 μm de long, est un autre prétendant au titre de plus petit insecte connu au monde.
- Coléoptères

Les Coléoptères de la tribu des Nanosellini (sous-famille des Ptiliinae) mesurent tous moins de 1 mm de long ; le plus petit spécimen confirmé, de 325 μm de long, appartient à l'espèce Scydosella musawasensis ; quelques autres espèces de Nanosellini seraient plus petites selon la littérature historique, mais aucun de ces enregistrements n'a été confirmé à l'aide d'outils modernes précis. Ce sont parmi les plus petits insectes non parasites.
- Papillons

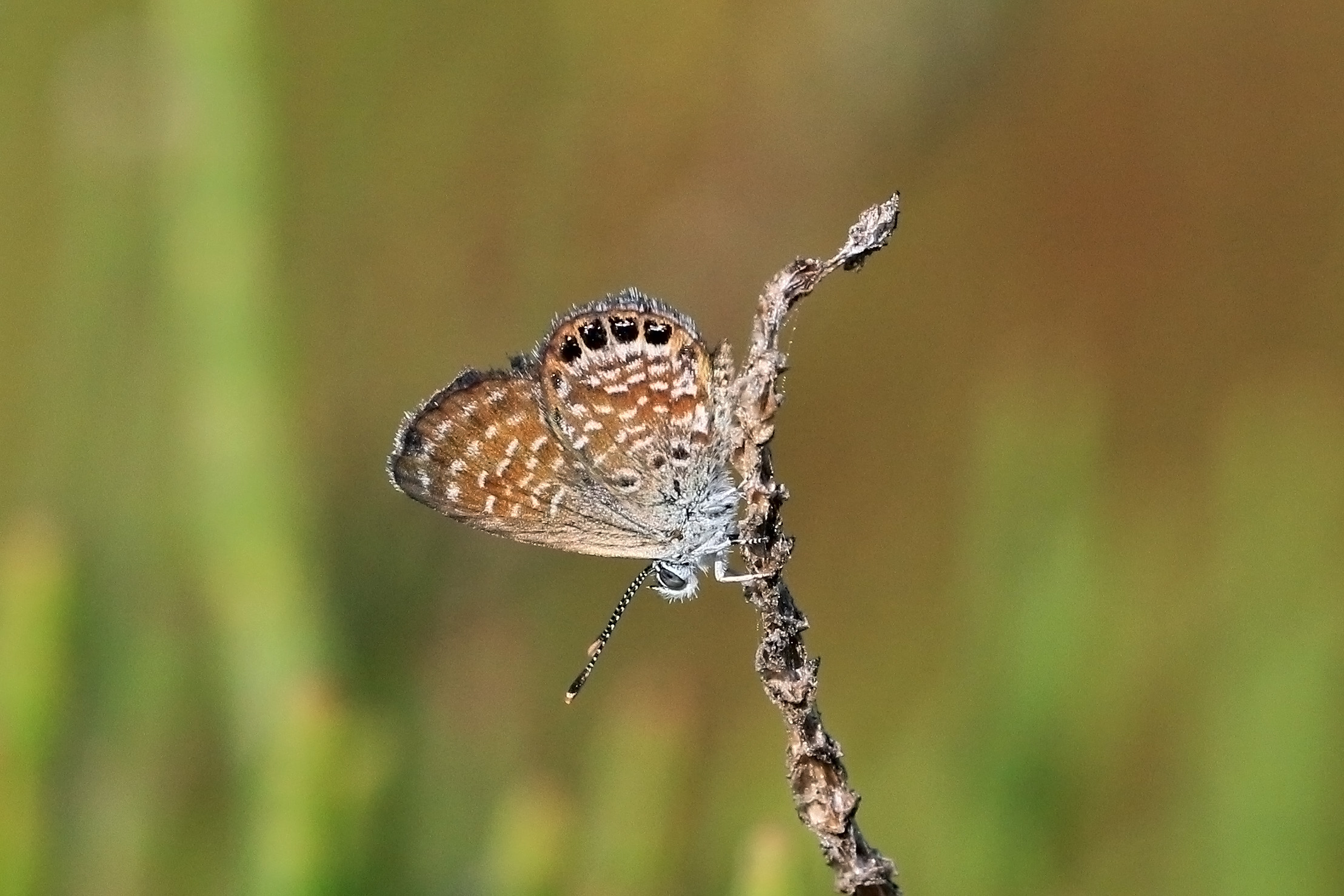
Pygmée bleu de Grand Cayman (Brephidium exilis thompsoni).

Le Pygmée bleu de l'ouest (Brephidium exilis) est l'un des plus petits papillons du monde, avec une envergure d'environ 1 centimètre.

### Échinodermes
Le plus petit concombre de mer, et aussi le plus petit échinoderme, est Psammothuria ganapati, une Holothurie synaptide qui vit entre les grains de sable sur la côte indienne. Sa longueur maximale est de 4 mm,.

#### Oursins
Le plus petit oursin, Echinocyamus scaber, a un test de 6 mm de diamètre.

#### Étoiles de mer
Patiriella parvivipara est la plus petite étoile de mer, avec 5 mm de diamètre.

### Vertébrés

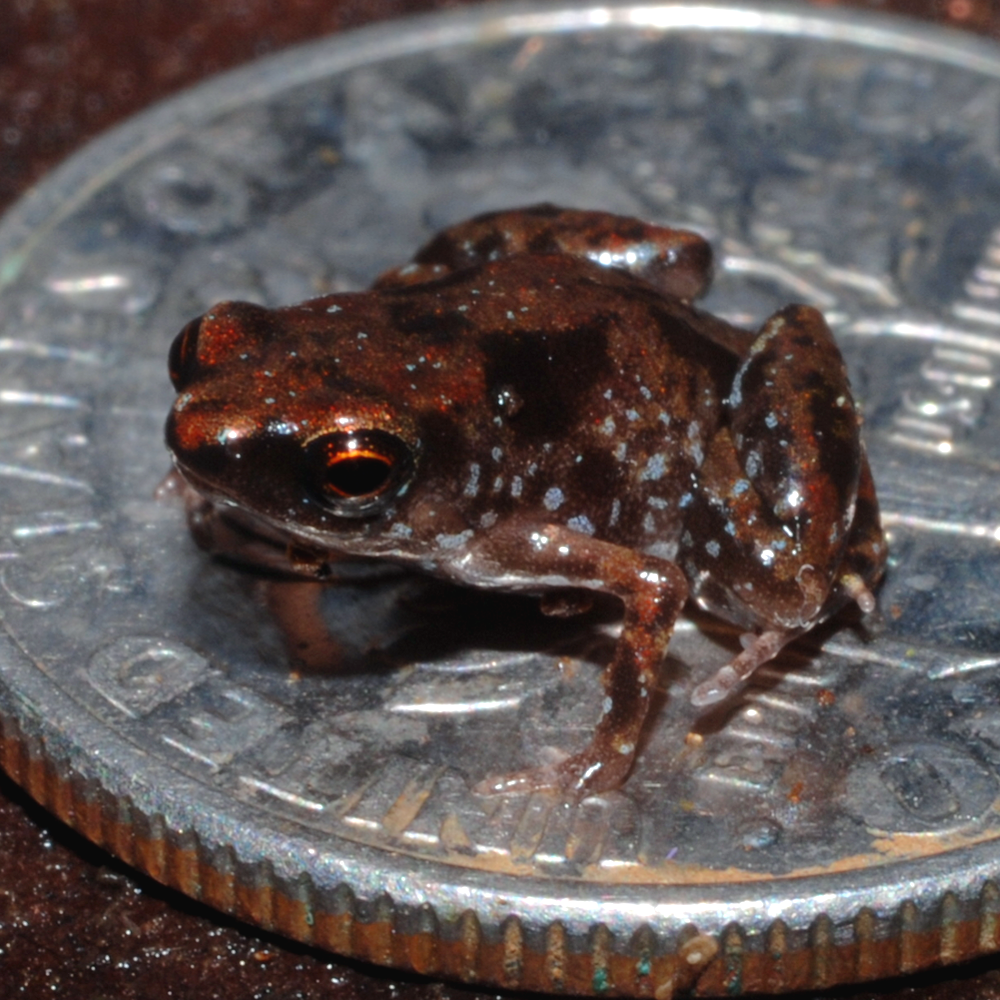
Paratype de Paedophryne amauensis (Musée d'histoire naturelle de Louisiane - LSUMZ) 95004) sur une pièce d'un dime de dollar américain.

Les plus petits vertébrés (et les plus petits amphibiens) connus sont les grenouilles Paedophryne amauensis de Papouasie-Nouvelle-Guinée, dont la longueur varie de 7,0 à 8,0 mm, avec une moyenne de 7,7 mm,. Auparavant, le titre du vertébré le plus petit était détenu par des poissons du genre Paedocypris d'Indonésie.

#### Poissons
L'un des plus petits poissons sur la base de la taille minimale à maturité est Paedocypris progenetica d'Indonésie, avec des femelles adultes atteignant au plus 7,9 mm en longueur standard. Ce poisson, membre de la famille des Cyprinidae, a un corps translucide et la tête non protégée par un squelette.
L'un des plus petits poissons sur la base de la taille minimale à maturité est Schindleria brevipinguis d'Australie, dont les femelles atteignent 7 mm et les mâles 6,5 mm. Les mâles de Schindleria brevipinguis ont une longueur standard moyenne de 7,7 mm ; une femelle gravide mesurait 8,4 mm.
Ce poisson, membre de la famille des Gobiidae, diffère des membres similaires du groupe en ayant son premier rayon de la nageoire anale plus en avant, sous la nageoire dorsale.
Les individus mâles de l'espèce Photocorynus spiniceps (Lophiiformes) ont été documentés comme mesurant 6,2 à 7,3 mm à maturité, et ont donc pu être considérés comme l'une des plus petites espèces. Cependant, ceux-ci ne survivent que par parasitisme sexuel et les individus femelles atteignent la taille significativement plus grande de 50,5 mm,,,.

#### Amphibiens

##### Salamandres
La longueur moyenne du museau au cloaque (LMC ou Longueur museau-cloaque (en)) de plusieurs spécimens de l'espèce de salamandres Thorius arboreus est de 17 mm.

##### Grenouilles
Les plus petits vertébrés connus figurent parmi les grenouilles. La plus petite espèce de grenouille connue est Paedophryne amauensis, avec une longueur museau-cloaque estimée à 7,7 mm, qui se trouve dans la litière de feuilles des forêts tropicales de montagne de Nouvelle-Guinée. D'autres très petites grenouilles comprennent Brachycephalus didactylus du Brésil (9,6 à 9,8 mm), plusieurs espèces du genre Eleutherodactylus comme E . iberia (environ 10 mm) et E. Limbatus (8,5 à 12 mm) et Eleutherodactylus orientalis (12,5 mm) de Cuba, la grenouille de Gardiner, Sechellophryne gardineri, des Seychelles (jusqu' à 11 mm), plusieurs espèces du genre Stumpffia telles que S. Tridactyla (8,6 à 12 mm) et S. pygmaea (mâles 10 à 12,5 mm ; femelles : 11 mm) et Wakea madinika (mâles : 11 à 13 mm ; femelles : 15 à 16 mm) de Madagascar. Paedophryne swiftorum (longueur du corps 8,5 mm) n'est pas incluse dans les plus petits vertébrés connus avec neuf autres espèces de grenouilles.
Les deux espèces Microhyla borneensis (mâles :10,6 à 13 mm; femelles :16 à 19 mm), et Arthroleptella rugosa (mâles : 11,9 à 14.1 mm ; femelles : 15,5 mm) étaient autrefois les plus petites grenouilles connues de l'Ancien Monde. En général, ces grenouilles extrêmement petites se trouvent dans les forêts tropicales et les environnements montagnards. Il existe relativement peu de données sur la variation de taille parmi les individus, la croissance de la métamorphose à l'âge adulte ou la variation de taille parmi les populations de ces espèces. Des études supplémentaires et la découverte d'autres espèces de grenouilles minuscules sont susceptibles de modifier l'ordre de classement de cette liste

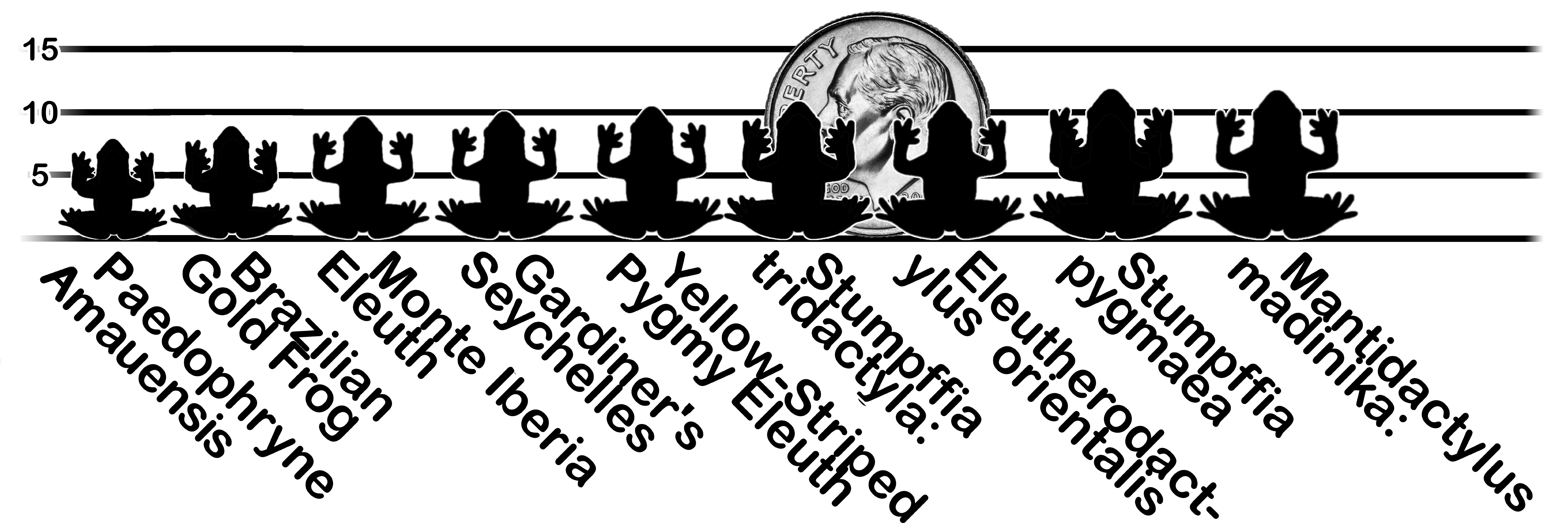
Comparaison relative des plus petites grenouilles.

#### Reptiles

##### Lézards

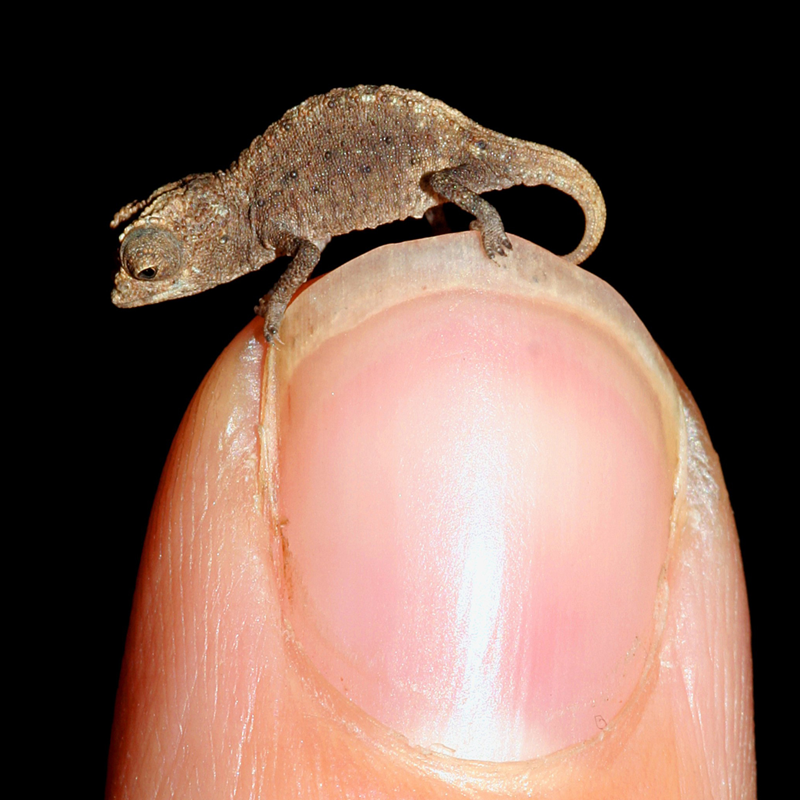
Spécimen de Brookesia micra juvénile sur l’extrémite d’un doigt.

Deux geckos, le gecko nain (Sphaerodactylus ariasae) et le gecko nain des Îles Vierges (Sphaerodactylus parthenopion), sont les espèces de reptiles les plus petites connues et les plus petits lézards, avec une longueur museau-cloaque de 16 mm.
Quelques caméléons du genre Brookesia de Madagascar sont tout aussi petits, avec une longueur museau-cloaque rapportée entre 15 et 18 mm pour les caméléons nains mâles (Brookesia minima) et de 14 à 19 mm pour les caméléons à feuille mâles du parc national de la Montagne d'Ambre (Brookesia tuberculata) et 15 à 16 mm pour les Brookesia micra, bien que les femelles soient plus grandes. En 2021, une nouvelle espèce de Brookesia, Brookesia nana, a été découverte, avec une longueur museau-cloaque de 13,5 mm, ce qui en fait peut-être le plus petit reptile connu,.
Parmi les geckos susmentionnés, Sphaerodactylus ariasae a été décrit pour la première fois en 2001 par les biologistes Blair Hedges et Richard Thomas. Ce gecko nain vit dans le parc national de Jaragua en République dominicaine et sur l'Île Beata (Isla Beata), au large de la côte sud de la République dominicaine,

##### Serpents
L'un des plus petits serpents connus est le serpent fil de la Barbade (Leptotyphlops carlae) récemment découvert. Les adultes mesurent en moyenne environ 10 cm de long, ce qui est environ deux fois plus long que les individus à peine éclos. Le serpent aveugle commun (Indotyphlops braminus) mesure de 5,1 à 10,2 cm de long, parfois jusqu'à 15 cm,.

#### Dinosaures
Le plus petit dinosaure aviaire est le colibri-abeille. Le plus petit dinosaure éteint connu est Anchiornis, un genre de dinosaure à plumes qui a vécu dans ce qui est maintenant la Chine au cours de la période Jurassique il y a 160 à 155 millions d'années. Les spécimens adultes mesurent au moins 34 cm de long, et leur poids a été estimé jusqu'à 110 g. Néanmoins, la taille des dinosaures (en) est généralement évaluée avec un certain niveau d'incertitude, car le matériel disponible est souvent (ou même généralement) incomplet.

#### Oiseaux

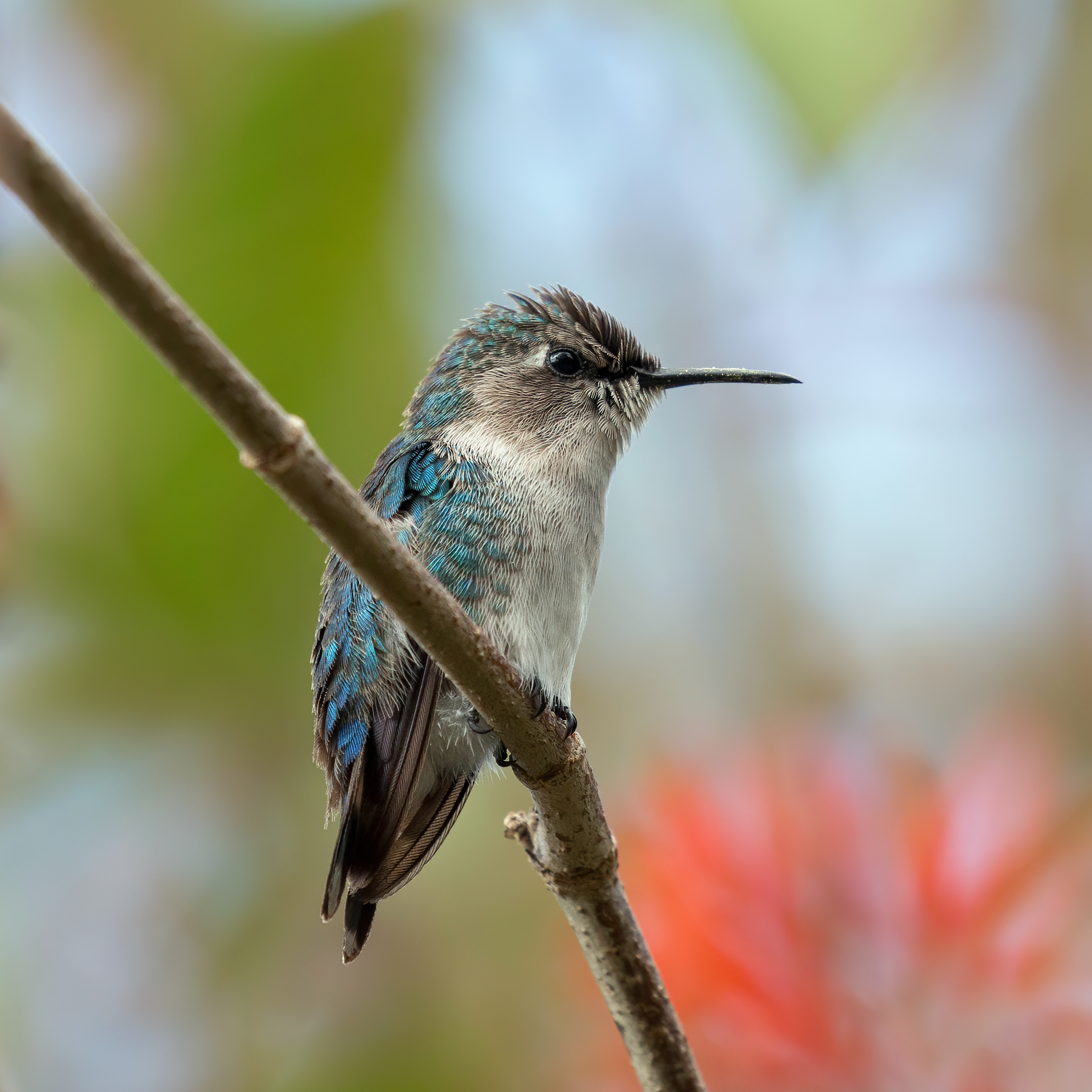
Colibri d'Elena (Mellisuga helenae) mâle immature.

Avec une masse d'environ 1,8 g et une longueur de 5 cm, le colibri-abeille (Mellisuga helenae) est la plus petite espèce d'oiseaux, le plus petit vertébré à sang chaud, et le plus petit dinosaure connu. Appelé zunzuncito dans son habitat d'origine à Cuba, il est plus léger qu'une pièce de 1 cent canadienne ou américaine. On dit qu'il est « plus susceptible d'être confondu avec une abeille qu'avec un oiseau ». Chaque jour, le colibri-abeille mange la moitié de sa masse corporelle totale et boit huit fois sa masse corporelle totale. Son nid mesure 3 cm de diamètre.

#### Mammifères
La chauve-souris Kitti à nez de porc (Craseonycteris thonglongyai), espèce vulnérable, également connue sous le nom de chauve-souris bourdon, de Thaïlande et Birmanie, classée parmi les espèces menacées est le plus petit mammifère, mesurant 3 à 4 cm de long et pesant 1,5 à 2 g.
La musaraigne étrusque (Suncus etruscus), est le plus petit mammifère en masse, pesant environ 1,8 g en moyenne . La chauve-souris bourdon a une taille de crâne plus petite. Le plus petit mammifère qui ait jamais vécu, la musaraigne Batodonoides vanhouteni, pesait 1,3 g.

##### Rongeurs

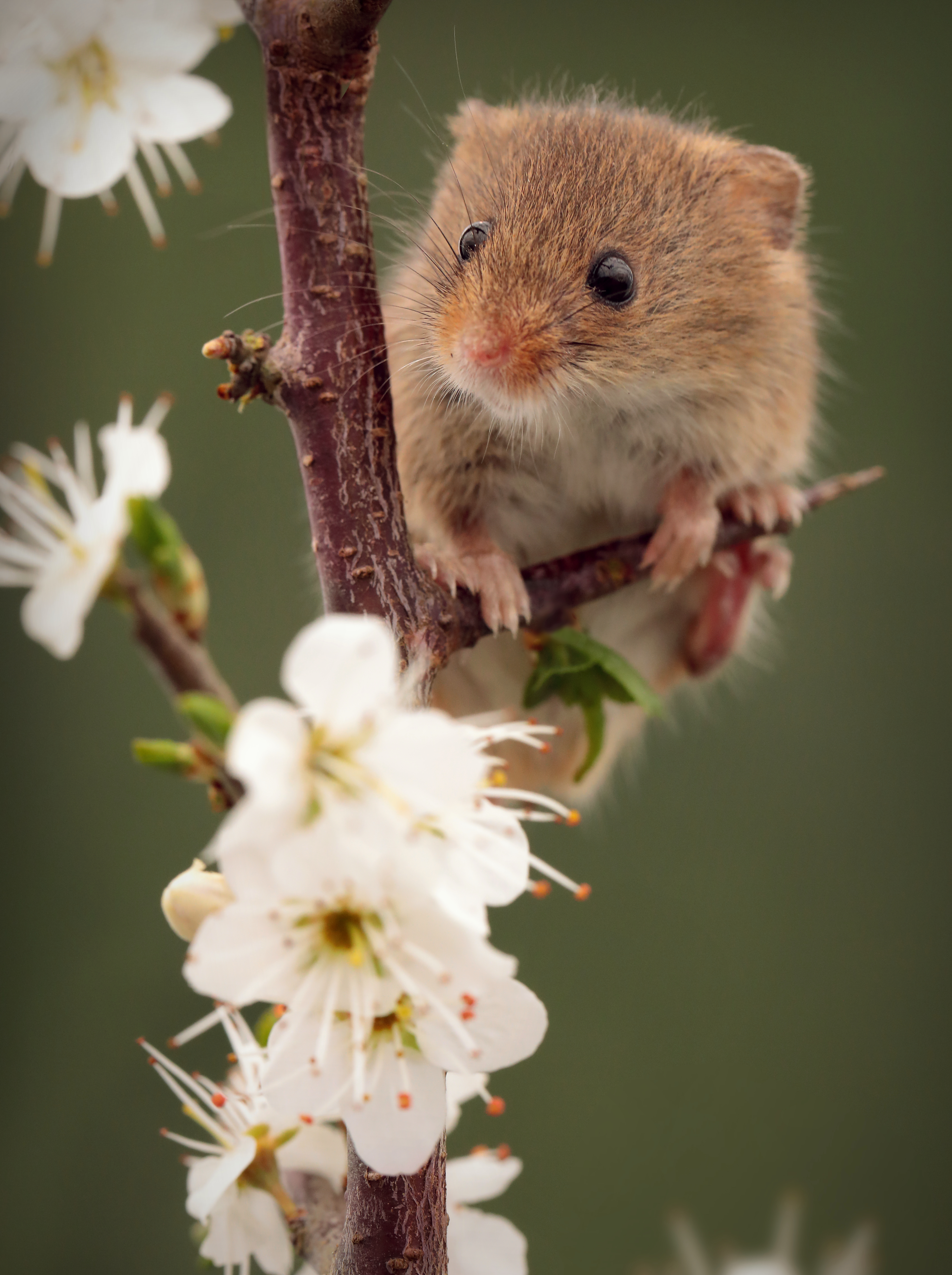
Le Rat des moissons (Micromys minutus) est le plus petit rongeur d'Europe

Le plus petit membre connu de l'ordre des Rongeurs est la gerboise naine du Baloutchistan (Salpingotulus michaelis), dont la longueur corporelle moyenne est de  4,4 cm.

##### Carnivores
Le plus petit membre de l'ordre des Carnivores est la belette d'Europe (Mustela nivalis), avec une longueur corporelle moyenne de 114 à 260 mm . Elle pèse entre 29,5 et 250 grammes, les femelles étant plus légères.

##### Marsupiaux
Le plus petit marsupial est le planigale à longue queue (Planigale ingrami) d'Australie. Il a une longueur corporelle de 110 à 130 mm  (y compris la queue) et pèse 4,3 g en moyenne.
Une autre espèce, Pilbara ningaui, est considérée comme ayant une taille et un poids similaires.

##### Primates
Le plus petit membre de l'ordre des Primates est le Microcèbe de Mme Berthe (Microcebus berthae), trouvé à Madagascar, avec une longueur corporelle moyenne de 92 mm.

##### Cétacés
Le plus petit Cétacé, qui est aussi (en 2006) le plus menacé, est la Vaquita (Phocoena sinus). Les Vaquitas mâles atteignent en moyenne une longueur de 135 cm ; les femelles sont légèrement plus longues, atteignant en moyenne 141 cm de long.

## Plantes

### Plantes à fleurs (Angiospermes)

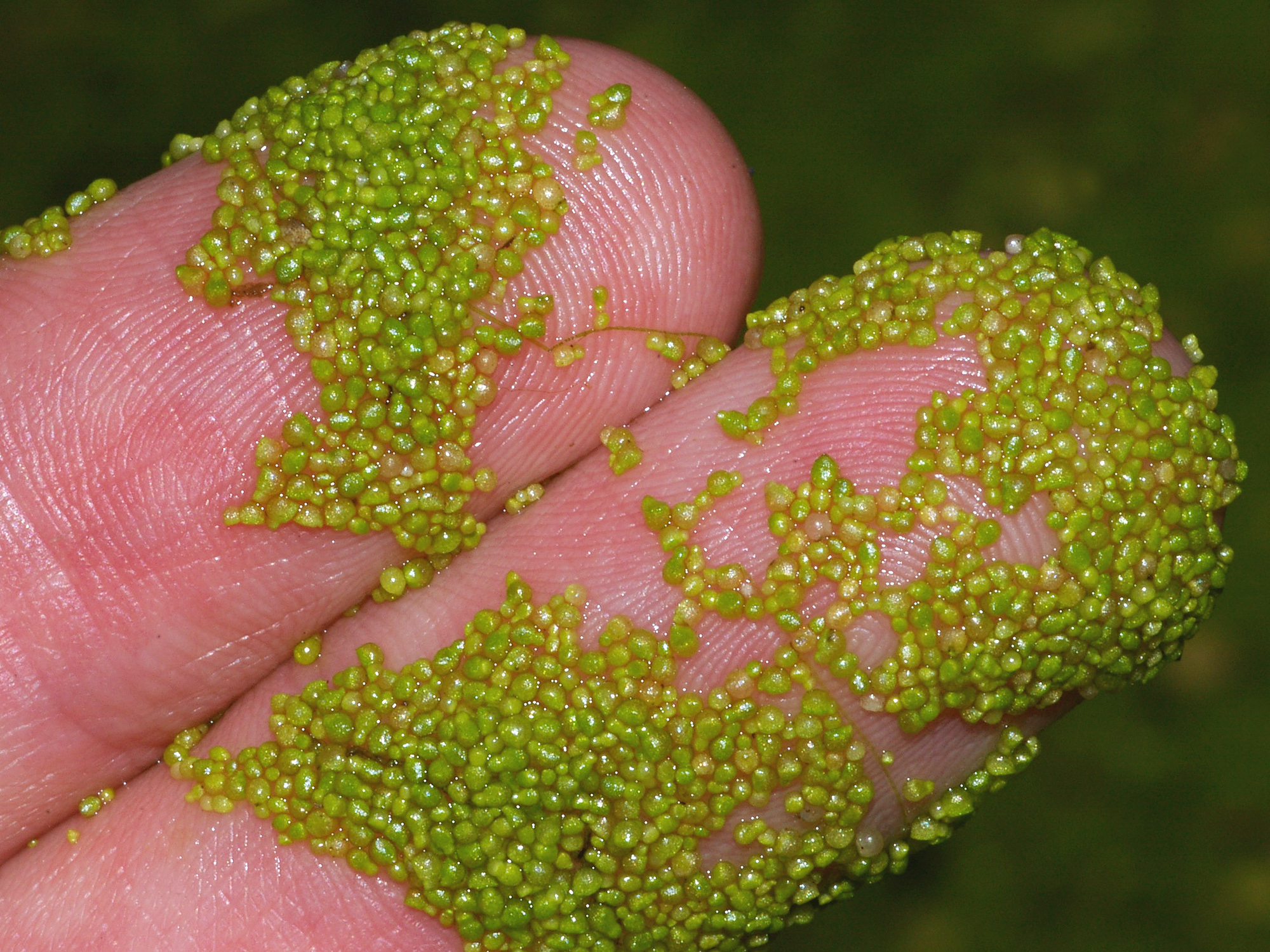
Wolffia arrhiza sur des doigts humains. Chaque grain de moins de 1 mm de long est une plante

Les lentilles d'eau du genre Wolffia sont les plus petites plantes à fleurs
à maturité, elles mesurent 300 µm sur 600 µm et atteignent une masse d'à peine 150 µg.

## Autres

### Nanobes
Certains scientifiques pensent que les Nanobes sont les organismes les plus petits connus, environ un dixième de la taille de la plus petite bactérie connue. Les nanobes, minuscules structures filamenteuses découvertes pour la première fois dans certaines roches et sédiments, ont été décrites pour la première fois en 1996 par Philippa Uwins de l'université du Queensland.